# 勞里·凱爾米寧
勞里·凱爾米寧（芬蘭語：Lauri Kerminen；1993年1月18日—）是一位芬蘭排球運動員.。他現在效力於法國排球聯賽球隊南特。他也代表芬蘭國家男子排球隊參賽。